# Нік Браун (тенісист)
Нік Браун (англ. Nick Brown; нар. 3 вересня 1961) — колишній британський тенісист.
Найвищу одиночну позицію світового рейтингу — 145 місце досяг 25 вересня 1989, парну — 42 місце — 23 вересня 1991 року.
Найвищим досягненням на турнірах Великого шолома був чвертьфінал в парному розряді.

## Фінали за кар'єру

### Одиночний розряд (1)
| Результат | W/L | Дата     | Турнір                    | Покриття | Суперник  | Рахунок       |
| --------- | --- | -------- | ------------------------- | -------- | --------- | ------------- |
| Поразка   | 0–1 | Чер 1989 | Бристоль, Велика Британія | Трава    | Ерік Єлен | 4–6, 6–3, 5–7 |

### Парний розряд (3)
| Результат | W/L | Дата     | Турнір                           | Покриття  | Партнер       | Суперники                           | Рахунок       |
| --------- | --- | -------- | -------------------------------- | --------- | ------------- | ----------------------------------- | ------------- |
| Поразка   | 0–1 | Чер 1990 | Nottingham Open, Велика Британія | Трава     | Келлі Джонс   | Марк Кратцманн Джейсон Столтенберг  | 3–6, 6–2, 4–6 |
| Поразка   | 0–2 | Лют 1991 | Штутгарт, Німеччина              | Килим (i) | Джеремі Бейтс | Серхіо Касаль Еміліо Санчес Вікаріо | 3–6, 5–7      |
| Поразка   | 0–3 | Чер 1991 | Nottingham Open, Велика Британія | Трава     | Ендрю Кастл   | Омар Кампорезе Горан Іванишевич     | 4–6, 3–6      |